# Greta Streimikyte
Greta Streimikyte (Vilnius, 24 agosto 1995) è un'atleta paralimpica irlandese, nata lituana, specializzata nel mezzofondo e appartenente alla categoria T13.

## Biografia
Ipovedente a causa di un parto prematuro, Greta si è trasferita all'età di 15 anni con la famiglia in Irlanda. Nel 2016 ha ottenuto la cittadinanza irlandese e ha preso parte ai campionati europei paralimpici di Grosseto, dove ha conquistato la medaglia di bronzo nei 1500 metri piani T31. Lo stesso anno si è classificata quarta sulla medesima distanza ai Giochi paralimpici di Rio de Janeiro.
Nel 2017 veste nuovamente la maglia della nazionale irlandese ai mondiali paralimpici di Londra, e anche in questo caso conclude la gara dei 1500 metri piani T13 in quarta posizione. Nel 2018 conquista la medaglia d'oro ai campionati europei paralimpici di Berlino, per poi arrivare quinta ai mondiali paralimpici di Dubai nel 2019.
Nel 2021 arriva la sua seconda medaglia d'oro nei 1500 metri piani T13 agli europei paralimpici di Bydgoszcz, dove, con il tempo di 4'39"27, fa registrare il nuovo record europeo.

## Record nazionali
- 1500 metri piani T13: 4'39"27  ( Bydgoszcz, 1º giugno 2021)

## Palmarès
| Anno | Manifestazione       | Sede           | Evento           | Risultato | Prestazione | Note           |
| ---- | -------------------- | -------------- | ---------------- | --------- | ----------- | -------------- |
| 2016 | Europei paralimpici  | Grosseto       | 1500 m piani T13 | Bronzo    | 4'54"25     |                |
| 2016 | Giochi paralimpici   | Rio de Janeiro | 1500 m piani T13 | 4ª        | 4'45"06     |                |
| 2017 | Mondiali paralimpici | Londra         | 1500 m piani T13 | 4ª        | 4'47"54     |                |
| 2018 | Europei paralimpici  | Berlino        | 1500 m piani T13 | Oro       | 4'48"54     |                |
| 2019 | Mondiali paralimpici | Dubai          | 1500 m piani T13 | 5ª        | 4'48"75     |                |
| 2021 | Europei 2021         | Bydgoszcz      | 1500 m piani T13 | Oro       | 4'39"27     | Record europeo |

## Nella cultura di massa
A luglio 2017 il documentario dal titolo Greta, che racconta la sua vita, viene premiato al Galway Film Fleadh.